# Liste von Persönlichkeiten aus Pregassona

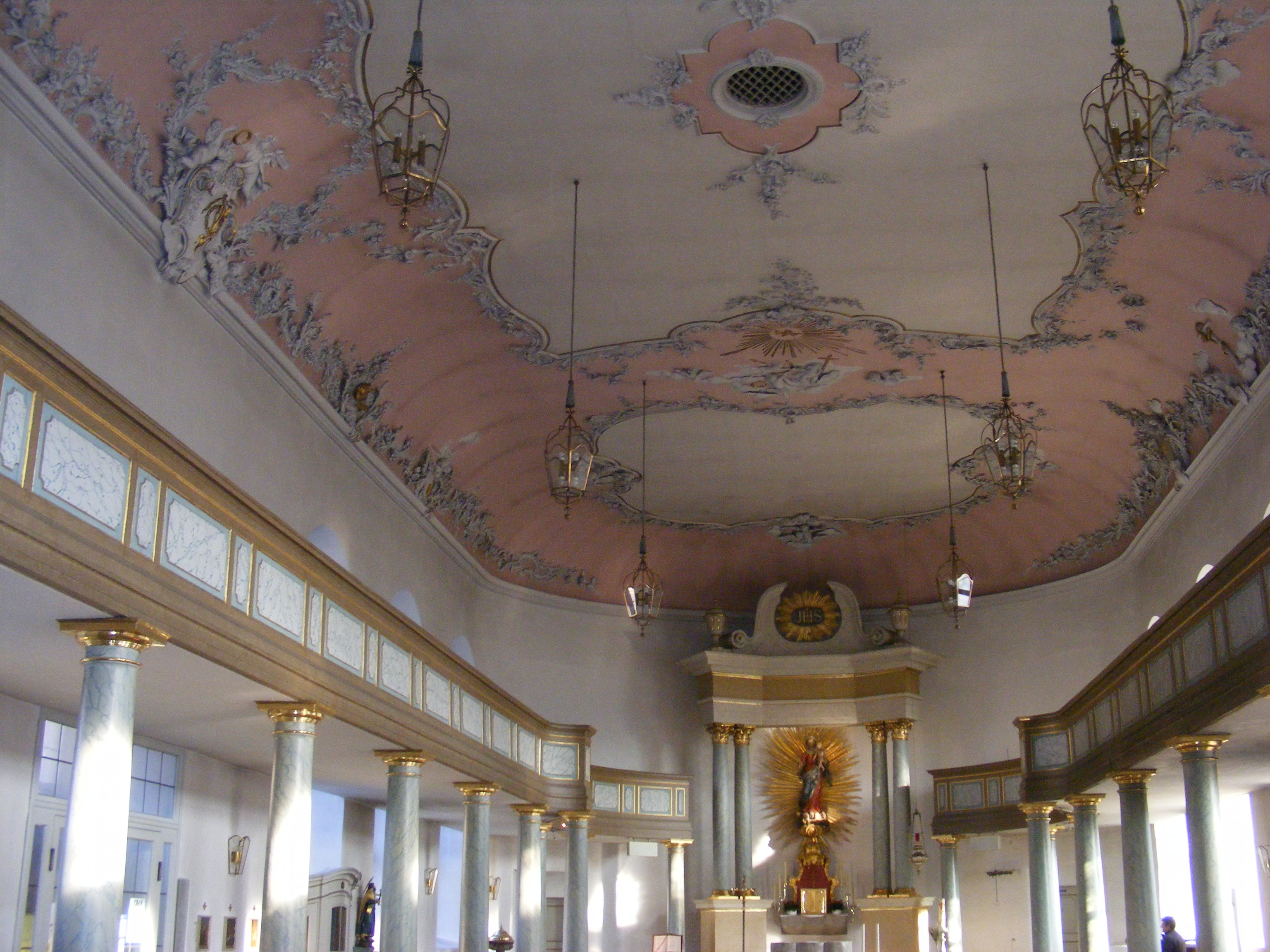
Giovanni Battista Pedrozzi: Stuckdecke der Schlosskirche Bayreuth

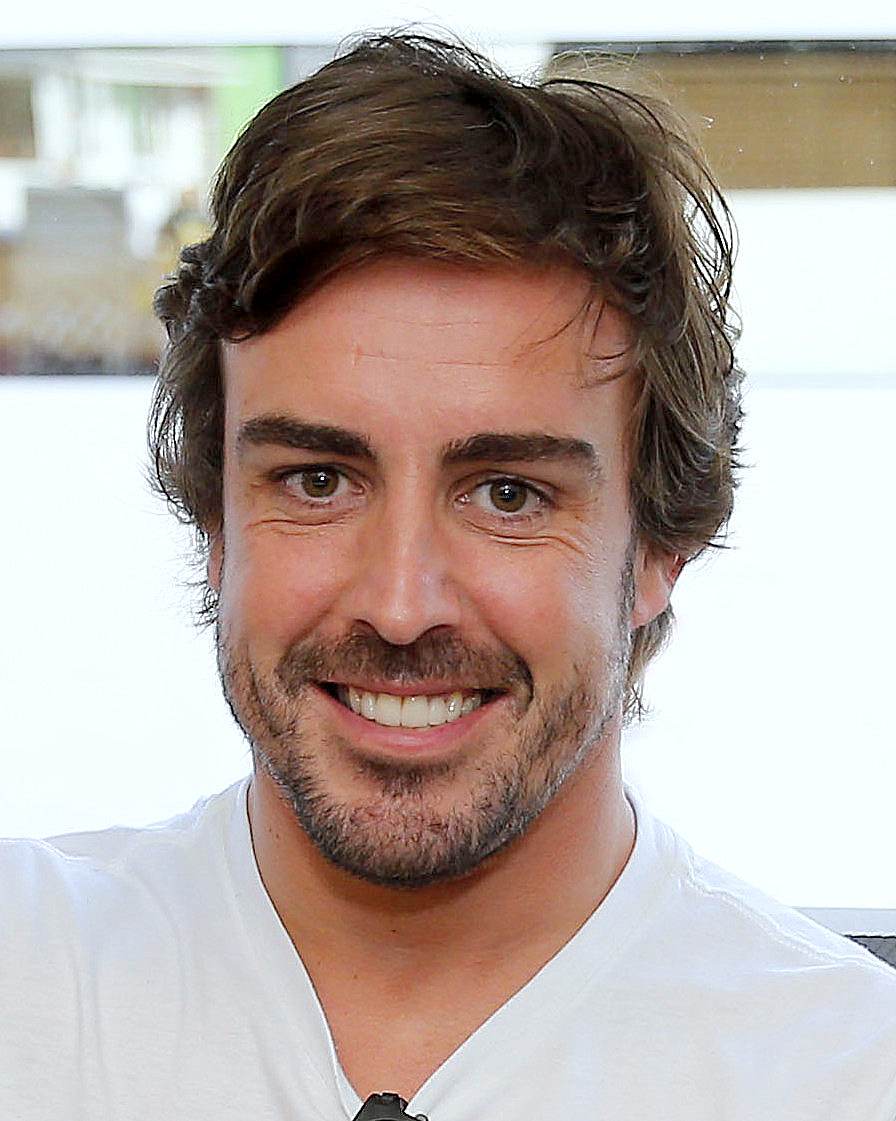
Fernando Alonso (2016)

Diese Liste enthält in Pregassona geborene Persönlichkeiten und solche, die in Pregassona ihren Wirkungskreis hatten, ohne dort geboren zu sein. Die Liste erhebt keinen Anspruch auf Vollständigkeit.

## Persönlichkeiten
(Sortierung nach Geburtsjahr)
- Giovanni Battista Pedrozzi (1711–1778), Bildhauer und Stuckateur in Würzburg, Bayreuth und Berlin
- Luigi Simona (1874–1968), Priester, Propst der Pfarrei Agno TI, Doktor der Theologie, Kunst- und Kulturhistoriker und Autor
- Giovanni Bolzani (* 1. Juni 1888 in Mendrisio; † nach 1960 in Lugano), Nervenarzt, Gründer der Klinik für Nervenkrankheiten in Viarnetto (Pregassona)[1][2]
- Clay Regazzoni (1939–2006), Rennfahrer
- Giorgio Mainini (* 1939 in Lugano; † 19. Dezember 2024 in Pregassona), Mathematiker, Direktor der Mittelschule von Viganello, Gründer der Società Matematica della Svizzera Italiana (SMASI), Mitglied der Fondazione Möbius Lugano[3]
- Francesco Ballabio genannt Franco (* 27. Mai 1943 in Lugano-Cassarate; † 16. August 2004 in Pregassona), aus Onsernone, Anwalt, Gemeindepräsident von Pregassona, Tessiner Grossrat (1980–1995),[4] Divisionär der Schweizer Armee, Oberbefehlshaber der Tessiner Kantonalpolizei[5]
- Raffaele Pedrozzi (* 1945 in Pregassona), Arzt und Schriftsteller[6]
- Maurizio Silini (* 1960 in Lugano), Pfarrer von Pregassona und Erzpriester der Stiftskirche Santi Pietro e Stefano von Bellinzona[7]
- Paolo Beltraminelli (1961), Ingenieur, Politiker, ehem. Tessiner Staatsrat[8]
- Luisa Orelli (* 22. März 1964 in Sorengo), Tochter des Giovanni Orelli, Arabische und islamische Studien an der Universität Paris III. Abschluss in Arabistik und Islamwissenschaften (Päpstliches Institut für Arabistik und Islamwissenschaften in Rom), Journalistin, Forscherin, Wissenschaftliche Mitarbeiterin DFAE. Kommission für literarische Übersetzung Pro Helvetia 1994. Pro Helvetia-Stipendium 2006[9]
- Fernando Alonso (1981), spanischer Automobilrennfahrer.